# سلمى هاني إبراهيم أحمد
سلمى هاني إبراهيم أحمد (5 أغسطس 1996 في الإسكندرية - ) لاعبة الاسكواش من مصر.

## روابط خارجية
- سلمى هاني إبراهيم أحمد على موقع الاتحاد الدولي لمحترفي الاسكواش (مؤرشف) (الإنجليزية)
- سلمى هاني إبراهيم أحمد على موقع SquashInfo.com (الإنجليزية)